# 5122 Mucha
5122 Mucha este un asteroid din centura principală de asteroizi.

## Descriere
5122 Mucha este un asteroid din centura principală de asteroizi. A fost descoperit pe 3 ianuarie 1989 la Observatorul Kleť de Antonín Mrkos. Asteroidul prezintă o orbită caracterizată de o semiaxă mare de 2,59 ua, o excentricitate de 0,20 și o înclinație de 12,8° în raport cu ecliptica.